# Niclas Sundelius
Niclas Reinhold Sundelius, född 18 augusti 1821 i Karlstad, död 21 februari 1886 i Uddevalla, var en svensk tecknare och lasarettssyssloman. Han var far till Salomon Sundelius.

## Biografi
Niclas Sundelius var son till prosten Salomon Uddo Sundelius och Catharina Matilda Bagge och gift med Hilda Maria Gentzschein. Han vistades som student vid Lunds universitet 1838–1846 och arbetade efter studierna som lantbrukare för att sedermera bli lasarettssyssloman vid länslasarettet i Uddevalla. Han var vid sidan av sitt arbete porträttecknare och ett porträtt av Lundastudenten Ludvig Borgström återutgavs i Borgströms bok Berättelse öfver en resa i Vermland sommaren 1845.